# Jonathan Guzmán (boxe anglaise)
Pour les articles homonymes, voir Guzmán.
Jonathan Guzmán est un boxeur dominicain né le 17 juillet 1989 à Boca Chica.

## Carrière
Passé professionnel en 2011, il remporte le titre vacant de champion du monde des super-coqs IBF le 20 juillet 2016 après sa victoire par arrêt de l'arbitre au 11e round contre Shingo Wake. Il est en revanche battu dès le combat suivant aux points par le japonais Yukinori Oguni le 31 décembre 2016.